# 하이디 슈언즈
하이디 슈언즈(Heidi Schanz, 1971년 6월 5일 ~ )는 미국의 배우, 텔레비전 배우, 영화배우이다.
로스앤젤레스에서 태어났다.

## 영화
- 네비게이터(영어판) (1999년)
- 유니버셜 솔져 2: 그 두번째 임무 (1999년)
- 트루먼 쇼 (1998년) - 비비언 역
- 언더월드 (1996년)
- 보디 체크 (1995년)
- 세븐 (1995년)
- 가상 현실 (1995년)